# Okene
Okene è una città della Nigeria, situata nello Stato di Kogi.